# Seznam dílů seriálu Kravaťáci
Toto je seznam dílů seriálu Kravaťáci. Americký dramatický seriál Kravaťáci vytvořil Aaron Korsh. Seriál je z právnického prostředí. V hlavních rolích se objevují Patrick J. Adams jako Mike Ross a Gabriel Macht jako Harvey Specter. První díl seriálu se poprvé vysílal ve Spojených státech na televizní stanici USA Network dne 23. června 2011.

## Přehled řad
| Řada | Díly | Premiéra v USA    | Premiéra v USA | Premiéra v ČR   | Premiéra v ČR      |
| Řada | Díly | První díl         | Poslední díl   | První díl       |                    |
| ---- | ---- | ----------------- | -------------- | --------------- | ------------------ |
| 1    | 12   | 23. června 2011   | 8. září 2011   | 31. srpna 2012  | 16. listopadu 2012 |
| 2    | 16   | 14. června 2012   | 21. února 2013 | 11. srpna 2013  | 13. října 2013     |
| 3    | 16   | 16. července 2013 | 10. dubna 2014 | 3. ledna 2015   | 22. února 2015     |
| 4    | 16   | 11. června 2014   | 4. března 2015 | 30. srpna 2015  | 24. října 2015     |
| 5    | 16   | 24. června 2015   | 2. března 2016 | nebylo vysíláno | nebylo vysíláno    |
| 6    | 16   | 13. července 2016 | 2. března 2017 | nebylo vysíláno | nebylo vysíláno    |
| 7    | 16   | 12. července 2017 | 25. dubna 2018 | nebylo vysíláno | nebylo vysíláno    |
| 8    | 16   | 18. července 2018 | 27. února 2019 | bude oznámeno   | bude oznámeno      |
| 9    | 10   | 17. července 2019 | 25. září 2019  | bude oznámeno   | bude oznámeno      |

## Seznam dílů

### První řada (2011)
| Č. v řadě | Č. v seriálu | Název                | Český název           | Režie              | Scénář         | Premiéra v USA    | Premiéra v ČR      | Prod. kód | Sledovanost v USA (v milionech diváků) |
| --------- | ------------ | -------------------- | --------------------- | ------------------ | -------------- | ----------------- | ------------------ | --------- | -------------------------------------- |
| 1         | 1            | Pilot                | Pilot                 | Kevin Bray         | Aaron Korsh    | 23. června 2011   | 31. srpna 2012     | S101-75   | 4,64                                   |
| 2         | 2            | Errors and Omissions | Omyly                 | John Scott         | Sean Jablonski | 30. června 2011   | 7. září 2012       | S102      | 3,89                                   |
| 3         | 3            | Inside Track         | Vnitřní boj           | Kevin Bray         | Aaron Korsh    | 7. července 2011  | 14. září 2012      | S103      | 4,53                                   |
| 4         | 4            | Dirty Little Secrets | Malá hříšná tajemství | Dennie Gordon      | Jon Cowan      | 14. července 2011 | 21. září 2012      | S104      | 4,38                                   |
| 5         | 5            | Bail Out             | Výpomoc               | Kate Woods         | Ethan Drogin   | 21. července 2011 | 28. září 2012      | S105      | 4,38                                   |
| 6         | 6            | Tricks of the Trade  | Obchodní finty        | Terry McDonough    | Rick Muirragui | 28. července 2011 | 5. října 2012      | S106      | 4,44                                   |
| 7         | 7            | Play the Man         | Jdi po něm            | Tim Matheson       | Erica Lipez    | 4. srpna 2011     | 12. října 2012     | S107      | 4,03                                   |
| 8         | 8            | Identity Crisis      | krize Identity        | Norberto Barba     | Ethan Drogin   | 11. srpna 2011    | 19. října 2012     | S108      | 3,96                                   |
| 9         | 9            | Undefeated           | Neporažený            | Felix Alcala       | Rick Muirragui | 18. srpna 2011    | 26. října 2012     | S109      | 4,45                                   |
| 10        | 10           | The Shelf Life       | Fiktivní společnost   | Jennifer Getzinger | Sean Jablonski | 25. srpna 2011    | 2. listopadu 2012  | S110      | 3,82                                   |
| 11        | 11           | Rules of the Game    | Pravidla hry          | Mike Smith         | Jon Cowan      | 1. září 2011      | 9. listopadu 2012  | S111      | 3,96                                   |
| 12        | 12           | Dogfight             | Tvrdý boj             | Kevin Bray         | Aaron Korsh    | 8. září 2011      | 16. listopadu 2012 | S112      | 3,47                                   |

### Druhá řada (2012–2013)
| Č. v řadě | Č. v seriálu | Název              | Český název               | Režie               | Scénář             | Premiéra v USA    | Premiéra v ČR  | Prod. kód | Sledovanost v USA (v milionech diváků) |
| --------- | ------------ | ------------------ | ------------------------- | ------------------- | ------------------ | ----------------- | -------------- | --------- | -------------------------------------- |
| 13        | 1            | She Knows          | Konec Tajemství           | Michael Smith       | Aaron Korsh        | 14. června 2012   | 11. srpna 2013 | S201      | 3,47                                   |
| 14        | 2            | The Choice         | Volba                     | Kevin Bray          | Jon Cowan          | 21. června 2012   | 17. srpna 2013 | S202      | 3,80                                   |
| 15        | 3            | Meet the New Boss  | Seznamte se s novým šéfem | Michael Smith       | Erica Lipez        | 28. června 2012   | 18. srpna 2013 | S203      | 3,88                                   |
| 16        | 4            | Discovery          | Objev                     | Kevin Bray          | Daniel Arkin       | 12. července 2012 | 24. srpna 2013 | S204      | 3,70                                   |
| 17        | 5            | Break Point        | Bod zlomu                 | Christopher Misiano | Ethan Drogin       | 19. července 2012 | 1. září 2013   | S205      | 3,72                                   |
| 18        | 6            | All In             | Rizk nebo zisk            | John Scott          | Karla Nappi        | 26. července 2012 | 8. září 2013   | S206      | 3,89                                   |
| 19        | 7            | Sucker Punch       | Rána pod pás              | Adam Davidson       | Genevieve Sparling | 2. srpna 2012     | 14. září 2013  | S207      | 3,41                                   |
| 20        | 8            | Rewind             | Zpátky do minulosti       | Felix Alcala        | Erick Muirragui    | 9. srpna 2012     | 15. září 2013  | S208      | 3,42                                   |
| 21        | 9            | Asterisk           | Nečekaný obrat            | Jennifer Getzinger  | Justin Peacocki    | 16. srpna 2012    | 21. září 2013  | S209      | 4,00                                   |
| 22        | 10           | High Noon          | V poslední chvíli         | Kevin Bray          | Erica Lipez        | 23. srpna 2012    | 22. září 2013  | S210      | 4,48                                   |
| 23        | 11           | Blind-Sided        | Staré rány                | David Platt         | Ethan Drogin       | 17. ledna 2013    | 28. září 2013  | S211      | 3,57                                   |
| 24        | 12           | Blood in the Water | Šelmy útočí               | Roger Kumble        | Genevieve Sparling | 24. ledna 2013    | 29. září 2013  | S212      | 3,75                                   |
| 25        | 13           | Zane vs. Zane      | Zaneová versus Zane       | Nicole Kassell      | Rick Muirragui     | 31. ledna 2013    | 5. října 2013  | S213      | 3,36                                   |
| 26        | 14           | He's Back          | Mstitelé                  | Kevin Bray          | Daniel Arkin       | 7. února 2013     | 6. října 2013  | S214      | 3,07                                   |
| 27        | 15           | Normandy           | Normandie                 | Terry McDonough     | Jon Cowan          | 14. února 2013    | 12. října 2013 | S215      | 2,90                                   |
| 28        | 16           | War                | Válka                     | John Scott          | Aaron Korsh        | 21. února 2013    | 13. října 2013 | S216      | 3,20                                   |

### Třetí řada (2013–2014)
| Č. v řadě | Č. v seriálu | Název                 | Český název         | Režie               | Scénář                    | Premiéra v USA    | Premiéra v ČR  | Prod. kód | Sledovanost v USA (v milionech diváků) |
| --------- | ------------ | --------------------- | ------------------- | ------------------- | ------------------------- | ----------------- | -------------- | --------- | -------------------------------------- |
| 29        | 1            | The Arrangement       | Dohoda              | Christopher Misiano | Aaron Korsh               | 16. července 2013 | 3. ledna 2015  | S301      | 2,93                                   |
| 30        | 2            | I Want You to Want Me | Je tvůj             | Roger Kumble        | Jon Cowan                 | 23. července 2013 | 4. ledna 2015  | S302      | 2,88                                   |
| 31        | 3            | Unfinished Business   | Otevřená záležitost | Anton Cropper       | Anton Cropper             | 30. července 2013 | 10. ledna 2015 | S303      | 2,47                                   |
| 32        | 4            | Conflict of Interest  | Střet zájmů         | Michael Smith       | Daniel Arkin              | 6. srpna 2013     | 11. ledna 2015 | S304      | 2,99                                   |
| 33        | 5            | Shadow of a Doubt     | Stíny pochyb        | Felix Alcala        | Genevieve Sparling        | 13. srpna 2013    | 17. ledna 2015 | S305      | 2,79                                   |
| 34        | 6            | The Other Time        | Tenkrát             | John Scott          | Rick Muirragui            | 20. srpna 2013    | 18. ledna 2015 | S306      | 2,76                                   |
| 35        | 7            | She's Mine            | Spolužáci           | Anton Cropper       | Paul Redford              | 27. srpna 2013    | 24. ledna 2015 | S307      | 2,79                                   |
| 36        | 8            | Endgame               | Koncovka            | Michael Smith       | Justin Peacock            | 3. září 2013      | 25. ledna 2015 | S308      | 3,52                                   |
| 37        | 9            | Bad Faith             | Zlá víra            | Christopher Misiano | Ethan Drogin              | 10. září 2013     | 31. ledna 2015 | S309      | 2,95                                   |
| 38        | 10           | Stay                  | Zůstaň              | Kevin Bray          | Rick Muirragui            | 17. září 2013     | 1. února 2015  | S310      | 3,16                                   |
| 39        | 11           | Buried Secrets        | Pohřbená tajemství  | Cherie Nowlan       | Erica Lipez               | 6. března 2014    | 7. února 2015  | S311      | 2,27                                   |
| 40        | 12           | Yesterday's Gone      | Co bylo, bylo       | Anton Cropper       | Genevieve Sparling        | 13. března 2014   | 8. února 2015  | S312      | 2,27                                   |
| 41        | 13           | Moot Point            | Cvičný proces       | Kevin Bray          | Daniel Arkin              | 20. března 2014   | 14. února 2015 | S313      | 2,35                                   |
| 42        | 14           | Heartburn             | Infarkt             | James Whitmore, Jr. | Aaron Korsh, Erica Lipez  | 27. března 2014   | 15. února 2015 | S314      | 2,53                                   |
| 43        | 15           | Know When to Fold 'Em | Odkryté karty       | Anton Cropper       | Jon Cowan                 | 3. dubna 2014     | 21. února 2015 | S315      | 2,50                                   |
| 44        | 16           | No Way Out            | Není cesty ven      | Michael Smith       | Aaron Korsh, Daniel Arkin | 10. dubna 2014    | 22. února 2015 | S316      | 2,40                                   |

### Čtvrtá řada (2014–2015)
| Č. v řadě | Č. v seriálu | Název                       | Český název               | Režie               | Scénář                                        | Premiéra v USA    | Premiéra v ČR  | Prod. kód | Sledovanost v USA (v milionech diváků) |
| --------- | ------------ | --------------------------- | ------------------------- | ------------------- | --------------------------------------------- | ----------------- | -------------- | --------- | -------------------------------------- |
| 45        | 1            | One-Two-Three Go...         | Raz, dva, tři, teď!       | Anton Cropper       | Aaron Korsh                                   | 11. června 2014   | 30. srpna 2015 | S401      | 2,50                                   |
| 46        | 2            | Breakfast, Lunch and Dinner | K snídani, obědu i večeři | Roger Kumble        | Genevieve Sparling                            | 18. června 2014   | 5. září 2015   | S402      | 2,65                                   |
| 47        | 3            | Two in the Knees            | Podpásovky                | Anton Cropper       | Chris Downey                                  | 25. června 2014   | 6. září 2015   | S403      | 2,76                                   |
| 48        | 4            | Leveraged                   | Na dluh                   | Kevin Bray          | Nora Zuckerman, Lilla Zuckerman               | 9. července 2014  | 12. září 2015  | S404      | 2,42                                   |
| 49        | 5            | Pound of Flesh              | Planý slib                | Christopher Misiano | Daniel Arkin                                  | 16. července 2014 | 13. září 2015  | S405      | 2,33                                   |
| 50        | 6            | Litt the Hell Up            | Kdo s koho                | Silver Tree         | Rick Muirragui                                | 23. července 2014 | 19. září 2015  | S406      | 2,70                                   |
| 51        | 7            | We're Done                  | Máš padáka                | Cherie Nowlan       | Aaron Korsh, Daniel Arkin, Genevieve Sparling | 30. července 2014 | 20. září 2015  | S407      | 2,81                                   |
| 52        | 8            | Exposure                    | Slabiny                   | John Scott          | Justin Peacock                                | 6. srpna 2014     | 26. září 2015  | S408      | 2,59                                   |
| 53        | 9            | Gone                        | Odchod                    | James Whitmore, Jr. | Kyle Long                                     | 13. srpna 2014    | 27. září 2015  | S409      | 2,59                                   |
| 54        | 10           | This is Rome                | Gladiátoři                | Roger Kumble        | Chris Downey                                  | 20. srpna 2014    | 3. října 2015  | S410      | 2,76                                   |
| 55        | 11           | Enough Is Enough            | Co je moc, to je moc      | Gabriel Macht       | Nora Zuckerman, Lilla Zuckerman               | 28. ledna 2015    | 4. října 2015  | S411      | 1,87                                   |
| 56        | 12           | Respect                     | Respekt                   | Anton Cropper       | Genevieve Sparling                            | 4. února 2015     | 10. října 2015 | S412      | 1,67                                   |
| 57        | 13           | Fork in the Road            | Na rozcestí               | Michael Smith       | Rick Muirragui                                | 11. února 2015    | 11. října 2015 | S413      | 1,46                                   |
| 58        | 14           | Derailed                    | Marnost                   | Patrick J. Adams    | Justin Peacock, Kyle Long                     | 18. února 2015    | 17. října 2015 | S414      | 1,70                                   |
| 59        | 15           | Intent                      | Úmysl                     | Silver Tree         | Daniel Arkin                                  | 25. února 2015    | 18. října 2015 | S415      | 1,80                                   |
| 60        | 16           | Not Just a Pretty Face      | Víc než hezká tvář        | Anton Cropper       | Aaron Korsh                                   | 4. března 2015    | 24. října 2015 | S416      | 1,55                                   |

### Pátá řada (2015–2016)
| Č. v seriálu | Č. v řadě | Název             | Český název   | Režie            | Scénář                                  | Premiéra v USA    | Premiéra v ČR | Sledovanost v USA (v milionech diváků) |
| ------------ | --------- | ----------------- | ------------- | ---------------- | --------------------------------------- | ----------------- | ------------- | -------------------------------------- |
| 61           | 1         | Denial            | bude oznámeno | Anton Cropper    | Aaron Korsh                             | 24. června 2015   | bude oznámeno | 2,13                                   |
| 62           | 2         | Compensation      | bude oznámeno | Michael Smith    | Rick Muirragui                          | 1. července 2015  | bude oznámeno | 2,27                                   |
| 63           | 3         | No Refills        | bude oznámeno | Anton Cropper    | Chris Downey                            | 8. července 2015  | bude oznámeno | 2,16                                   |
| 64           | 4         | No Puedo Hacerlo  | bude oznámeno | Silver Tree      | Genevieve Sparling                      | 15. července 2015 | bude oznámeno | 2,38                                   |
| 65           | 5         | Toe to Toe        | bude oznámeno | Kevin Bray       | Nora Zuckerman a Lilla Zuckerman        | 22. července 2015 | bude oznámeno | 2,09                                   |
| 66           | 6         | Privilege         | bude oznámeno | Michael Smith    | Kyle Long                               | 29. července 2015 | bude oznámeno | 2,16                                   |
| 67           | 7         | Hitting Home      | bude oznámeno | Roger Kumble     | Sharyn Rothstein                        | 5. srpna 2015     | bude oznámeno | 2,08                                   |
| 68           | 8         | Mea Culpa         | bude oznámeno | Kate Dennis      | Daniel Arkin                            | 12. srpna 2015    | bude oznámeno | 2,31                                   |
| 69           | 9         | Uninvited Guests  | bude oznámeno | Silver Tree      | Chris Downey                            | 19. srpna 2015    | bude oznámeno | 2,30                                   |
| 70           | 10        | Faith             | bude oznámeno | Anton Cropper    | Genevieve Sparling                      | 26. srpna 2015    | bude oznámeno | 2,34                                   |
| 71           | 11        | Blowback          | bude oznámeno | Cherie Nowlan    | Nora Zuckerman a Lilla Zuckerman        | 27. ledna 2016    | bude oznámeno | 1,74                                   |
| 72           | 12        | Live to Fight…    | bude oznámeno | Rob Seidenglanz  | Sharyn Rothstein                        | 3. února 2016     | bude oznámeno | 1,51                                   |
| 73           | 13        | God's Green Earth | bude oznámeno | Anton Cropper    | Genevieve Sparling a Sandra Silverstein | 10. února 2016    | bude oznámeno | 1,71                                   |
| 74           | 14        | Self Defense      | bude oznámeno | Patrick J. Adams | Kyle Long                               | 17. února 2016    | bude oznámeno | 1,58                                   |
| 75           | 15        | Tick Tock         | bude oznámeno | Roger Kumble     | Daniel Arkin                            | 24. února 2016    | bude oznámeno | 1,73                                   |
| 76           | 16        | 25th Hour         | bude oznámeno | Anton Cropper    | Aaron Korsh                             | 2. března 2016    | bude oznámeno | 1,71                                   |

### Šestá řada (2016–2017)
| Č. v seriálu | Č. v řadě | Název                   | Český název   | Režie               | Scénář                                | Premiéra v USA    | Premiéra v ČR | Sledovanost v USA (v milionech diváků) |
| ------------ | --------- | ----------------------- | ------------- | ------------------- | ------------------------------------- | ----------------- | ------------- | -------------------------------------- |
| 77           | 1         | To Trouble              | bude oznámeno | Silver Tree         | Aaron Korsh                           | 13. července 2016 | bude oznámeno | 1,85                                   |
| 78           | 2         | Accounts Payable        | bude oznámeno | Michael Smith       | Ethan Drogin                          | 20. července 2016 | bude oznámeno | 1,65                                   |
| 79           | 3         | Back on the Map         | bude oznámeno | Cherie Nowlan       | Rick Muirragui                        | 27. července 2016 | bude oznámeno | 1,78                                   |
| 80           | 4         | Turn                    | bude oznámeno | Christopher Misiano | Daniel Arkin                          | 3. srpna 2016     | bude oznámeno | 1,81                                   |
| 81           | 5         | Trust                   | bude oznámeno | Kate Dennis         | Kyle Long                             | 10. srpna 2016    | bude oznámeno | 1,51                                   |
| 82           | 6         | Spain                   | bude oznámeno | Silver Tree         | Genevieve Sparling                    | 17. srpna 2016    | bude oznámeno | 1,68                                   |
| 83           | 7         | Shake the Trees         | bude oznámeno | Anton Cropper       | Rick Muirragui a Sandra Silverstein   | 24. srpna 2016    | bude oznámeno | 1,83                                   |
| 84           | 8         | Borrowed Time           | bude oznámeno | Gabriel Macht       | Sharyn Rothstein                      | 31. srpna 2016    | bude oznámeno | 1,88                                   |
| 85           | 9         | The Hand That Feeds You | bude oznámeno | Roger Kumble        | Daniel Arkin                          | 7. září 2016      | bude oznámeno | 1,87                                   |
| 86           | 10        | P.S.L.                  | bude oznámeno | Kevin Bray          | Aaron Korsh a Genevieve Sparling      | 14. září 2016     | bude oznámeno | 1,92                                   |
| 87           | 11        | She's Gone              | bude oznámeno | Patrick J. Adams    | Aaron Korsh a Rick Muirragui          | 25. ledna 2017    | bude oznámeno | 1,37                                   |
| 88           | 12        | The Painting            | bude oznámeno | Gregor Jordan       | Sharyn Rothstein a Sandra Silverstein | 1. února 2017     | bude oznámeno | 1,53                                   |
| 89           | 13        | Teeth, Nose, Teeth      | bude oznámeno | Silver Tree         | Kyle Long                             | 8. února 2017     | bude oznámeno | 1,28                                   |
| 90           | 14        | Admission of Guilt      | bude oznámeno | Michael Smith       | Ethan Drogin                          | 15. února 2017    | bude oznámeno | 1,21                                   |
| 91           | 15        | Quid Pro Quo            | bude oznámeno | Maurice Marable     | Aaron Korsh a Daniel Arkin            | 22. května 2017   | bude oznámeno | 1,25                                   |
| 92           | 16        | Character and Fitness   | bude oznámeno | Roger Kumble        | Genevieve Sparling                    | 1. března 2017    | bude oznámeno | 1,13                                   |

### Sedmá řada (2017–2018)
| Č. v seriálu | Č. v řadě | Název              | Český název   | Režie               | Scénář                          | Premiéra v USA    | Premiéra v ČR | Sledovanost v USA (v milionech diváků) |
| ------------ | --------- | ------------------ | ------------- | ------------------- | ------------------------------- | ----------------- | ------------- | -------------------------------------- |
| 93           | 1         | Skin in the Game   | bude oznámeno | Silver Tree         | Aaron Korsh                     | 12. července 2017 | bude oznámeno | 1,40                                   |
| 94           | 2         | The Statue         | bude oznámeno | Michael Smith       | Genevieve Sparling              | 19. července 2017 | bude oznámeno | 1,36                                   |
| 95           | 3         | Mudmare            | bude oznámeno | Maurice Marable     | Sharyn Rothstein                | 26. července 2017 | bude oznámeno | 1,41                                   |
| 96           | 4         | Divide and Conquer | bude oznámeno | Anton Cropper       | Daniel Arkin                    | 2. srpna 2017     | bude oznámeno | 1,41                                   |
| 97           | 5         | Brooklyn Housing   | bude oznámeno | Roger Kumble        | Marshall Knight a Rob LaMorgese | 9. srpna 2017     | bude oznámeno | 1,29                                   |
| 98           | 6         | Home to Roost      | bude oznámeno | Valerie Weiss       | Sandra Silverstein              | 16. srpna 2017    | bude oznámeno | 1,47                                   |
| 99           | 7         | Full Disclosure    | bude oznámeno | Cherie Nowlan       | Ethan Drogin                    | 23. srpna 2017    | bude oznámeno | 1,35                                   |
| 100          | 8         | 100                | bude oznámeno | Patrick J. Adams    | Rick Muirragui                  | 30. srpna 2017    | bude oznámeno | 1,51                                   |
| 101          | 9         | Shame              | bude oznámeno | Silver Tree         | Sharyn Rothstein                | 6. září 2017      | bude oznámeno | 1,64                                   |
| 102          | 10        | Donna              | bude oznámeno | Michael Smith       | Genevieve Sparling              | 13. září 2017     | bude oznámeno | 1,68                                   |
| 103          | 11        | Hard Truths        | bude oznámeno | Christopher Misiano | Ethan Drogin                    | 28. března 2018   | bude oznámeno | 1,18                                   |
| 104          | 12        | Bad Man            | bude oznámeno | Roger Kumble        | Rick Muirragui                  | 4. dubna 208      | bude oznámeno | 1,06                                   |
| 105          | 13        | Inevitable         | bude oznámeno | Christopher Misiano | Genevieve Sparling              | 11. dubna 2018    | bude oznámeno | 0,95                                   |
| 106          | 14        | Pulling the Goalie | bude oznámeno | Emile Levisetti     | Aaron Korsh a Sharyn Rothstein  | 18. dubna 2018    | bude oznámeno | 0,99                                   |
| 107          | 15        | Tiny Violin        | bude oznámeno | Christopher Misiano | Aaron Korsh a Daniel Arkin      | 25. dubna 2018    | bude oznámeno | 1,09                                   |
| 108          | 16        | Good-Bye           | bude oznámeno | Anton L. Cropper    | Aaron Korsh a Daniel Arkin      | 25. dubna 2018    | bude oznámeno | 1,07                                   |

### Osmá řada (2018–2019)
| Č. v seriálu | Č. v řadě | Název                        | Český název   | Režie               | Scénář                                         | Premiéra v USA    | Premiéra v ČR | Sledovanost v USA (v milionech diváků) |
| ------------ | --------- | ---------------------------- | ------------- | ------------------- | ---------------------------------------------- | ----------------- | ------------- | -------------------------------------- |
| 109          | 1         | Right-Hand Man               | bude oznámeno | Christopher Misiano | Aaron Korsh                                    | 18. července 2018 | bude oznámeno | 1,27                                   |
| 110          | 2         | Pecking Order                | bude oznámeno | Michael Smith       | Genevieve Sparling                             | 25. července 2018 | bude oznámeno | 1,18                                   |
| 111          | 3         | Promises, Promises           | bude oznámeno | Roger Kumble        | Rob LaMorgese a Marshall Knight                | 1. srpna 2018     | bude oznámeno | 1,16                                   |
| 112          | 4         | Revenue Per Square Foot      | bude oznámeno | Michael Smith       | Ethan Drogin                                   | 8. srpna 2018     | bude oznámeno | 1,09                                   |
| 113          | 5         | Good Mudding                 | bude oznámeno | Valerie Weiss       | Sharyn Rothstein                               | 15. srpna 2018    | bude oznámeno | 1,15                                   |
| 114          | 6         | Cats, Ballet, Harvey Specter | bude oznámeno | Emile Levisetti     | Garrett Schabb                                 | 22. srpna 2018    | bude oznámeno | 1,22                                   |
| 115          | 7         | Sour Grapes                  | bude oznámeno | Gabriel Macht       | Ian Deitchman a Kristin Robinson               | 29. srpna 2018    | bude oznámeno | 1,13                                   |
| 116          | 8         | Coral Gables                 | bude oznámeno | Christopher Misiano | Marshall Knight a Rob LaMorgese                | 5. září 2018      | bude oznámeno | 1,30                                   |
| 117          | 9         | Motion to Delay              | bude oznámeno | Christopher Misiano | Aaron Korsh a Genevieve Sparling               | 12. září 2018     | bude oznámeno | 1,07                                   |
| 118          | 10        | Managing Partner             | bude oznámeno | Silver Tree         | Aaron Korsh a Ethan Drogin                     | 19. září 2018     | bude oznámeno | 1,08                                   |
| 119          | 11        | Rocky 8                      | bude oznámeno | Roger Kumble        | Michael L. Kramer                              | 23. ledna 2019    | bude oznámeno | 0,82                                   |
| 120          | 12        | Whale Hunt                   | bude oznámeno | Valerie Weiss       | Ian Deitchman a Kristin Robinson               | 30. ledna 2019    | bude oznámeno | 0,91                                   |
| 121          | 13        | The Greater Good             | bude oznámeno | Darren Grant        | Garrett Schabb                                 | 6. února 2019     | bude oznámeno | 0,77                                   |
| 122          | 14        | Peas in a Pod                | bude oznámeno | Christopher Misiano | Sharyn Rothstein a Jordan Pomaville            | 13. února 2019    | bude oznámeno | 0,78                                   |
| 123          | 15        | Stalking Horse               | bude oznámeno | Chloe Domont        | Ethan Drogin a Genevieve Sparling              | 20. února 2019    | bude oznámeno | 0,69                                   |
| 124          | 16        | Harvey                       | bude oznámeno | Christopher Misiano | Aaron Korsh, Genevieve Sparling a Ethan Drogin | 27. února 2019    | bude oznámeno | 0,74                                   |

### Devátá řada (2019)
| Č. v seriálu | Č. v řadě | Název                | Český název   | Režie                 | Scénář                            | Premiéra v USA    | Premiéra v ČR | Sledovanost v USA (v milionech diváků) |
| ------------ | --------- | -------------------- | ------------- | --------------------- | --------------------------------- | ----------------- | ------------- | -------------------------------------- |
| 125          | 1         | Everything's Changed | bude oznámeno | Christopher Misiano   | Aaron Korsh                       | 17. července 2019 | bude oznámeno | 1,04                                   |
| 126          | 2         | Special Master       | bude oznámeno | Michael Smith         | Genevieve Sparling                | 24. července 2019 | bude oznámeno | 1,04                                   |
| 127          | 3         | Windmills            | bude oznámeno | Gabriel Macht         | Marshall Knight a Rob LaMorgese   | 31. července 2019 | bude oznámeno | 0,94                                   |
| 128          | 4         | Cairo                | bude oznámeno | Anton Cropper         | Sharyn Rothstein                  | 7. srpna 2019     | bude oznámeno | 1,00                                   |
| 129          | 5         | If the Shoe Fits     | bude oznámeno | Christopher Misiano   | Jeffrey M. Lee a Jordan Pomaville | 14. srpna 2019    | bude oznámeno | 0,96                                   |
| 130          | 6         | Whatever It Takes    | bude oznámeno | Michael Smith         | Ethan Drogin                      | 21. srpna 2019    | bude oznámeno | 1,05                                   |
| 131          | 7         | Scenic Route         | bude oznámeno | Emile Levisetti       | Garrett Schabb                    | 4. září 2019      | bude oznámeno | 1,07                                   |
| 132          | 8         | Prisoner's Dilemma   | bude oznámeno | Julian Holmes         | Ethan Drogin                      | 11. září 2019     | bude oznámeno | 0,97                                   |
| 133          | 9         | Thunder Away         | bude oznámeno | Robert Duncan McNeill | Genevieve Sparling                | 18. září 2019     | bude oznámeno | 0,96                                   |
| 135          | 10        | One Last Con         | bude oznámeno | Aaron Korsh           | Aaron Korsh                       | 25. září 2019     | bude oznámeno | 0,86                                   |

## Speciál
| Název                 | Český název   | Režie | Scénář | Premiéra v USA | Premiéra v ČR | Sledovanost v USA (v milionech diváků) |
| --------------------- | ------------- | ----- | ------ | -------------- | ------------- | -------------------------------------- |
| Retrospective Special | bude oznámeno | —     | —      | 28. srpna 2019 | bude oznámeno | 0,81                                   |